# خورخي إينيس
خورخي إينيس (بالإسبانية: Jorge Inés)‏ هو دراج غواتيمالي، ولد في 15 مارس 1945 في كويتزالتنانغو في غواتيمالا.

## وصلات خارجية
- خورخي إينيس على موقع أرشيف الدراجات (الإنجليزية)
- خورخي إينيس على موقع إحصائيات الدراجات الإحترافية (الإنجليزية)
- خورخي إينيس على موقع أوليمبيديا (الإنجليزية)